# Araya Rasdjarmrearnsook
Araya Rasdjarmrearnsook (thailändisch อารยา ราษฎร์จำเริญสุข, * 26. Juli 1957 in Trat) ist eine thailändische Installationskünstlerin, Regisseurin und Videokünstlerin.

## Leben und Werk
Araya Rasdjarmrearnsook ist 1957 in Thailand geboren. 1986 erlangte sie den Master of fine Arts an der Silpakorn-Universität in Bangkok. Sie arbeitete mit dem Schwerpunkt auf Tiefdruckverfahren, Radierungen und Aquatinta. Rasdjarmrearnsook vervollständigte ihre Ausbildung mit dem Diplom für Freie Kunst 1990 an der Hochschule für Bildende Künste Braunschweig. Meisterschüler wurde sie dort 1994.
Anfang der 1990er Jahre schuf sie figurative Installationen. Fragen zum Verhältnis zwischen Leben und Tod, zwischen kulturellen Zwängen und Individualität werden aufgeworfen. Weitere Themen sind Körper, weibliche Erfahrungen, Verlust und Isolation. Ende der 1990er integrierte Rasdjarmrearnsook Rituale in ihre Arbeiten und begann Videos aufzunehmen. Eine außergewöhnliche Serie, bei der sie für einsam Verstorbenen die Todesrituale verrichtet, ist entstanden. In der Leichenhalle eines Krankenhauses singt sie Lieder für die Verstorbenen, erzählt Geschichten und trägt Gedichte vor. 2005 bespielte sie den thailändischen Pavillon auf der 51. Biennale di Venezia mit einer multi-channel Videoinstallation.
Das Videos The Class (2005) zeigt Rasdjarmrearnsook, wie sie an einer Tafel stehend mehrere mit weißen Laken abgedeckte Figuren, die auf Metallbahren liegen, unterrichtet.
Two Planets (2008) ist eine Serie, bei der Menschen aus ländlichen Gegenden Thailands mit europäischen Kunstwerken konfrontiert werden. Das Frühstück im Grünen (1863) von Édouard Manet, Die Ährenleserinnen (1857) von Jean-François Millet, Judith enthauptet Holofernes (ca. 1612) von Artemisia Gentileschi und Wolfman (1991) von Jeff Koons werden gezeigt. Die Zuschauer sitzen mit dem Rücken zur Kamera und die unzensierten Gespräche werden als englische Untertitel wiedergegeben.
Hunde sind ein wichtiges Motiv im Werk von Rasdjarmrearnsook. 2012 war ihr Beitrag zur dOCUMENTA (13) ein Werk mit dem Titel Village and Elsewhere. In this circumstance the sole object of attention should be the treachery of the moon. Drei Wochen lang lebt die Künstlerin zusammen mit einem Hund in einem durch einen Zaun abgeschirmten Haus in der Karlsaue in Kassel. Auf in den Fenstern des Hauses angebrachten Monitoren laufen Videoaufnahmen von Hunden, die auf den Straßen Thailands herumstreunen.
Seit 1987 ist Rasdjarmrearnsook Professorin an der Universität Chiang Mai.

## Ausstellungen (Auswahl)
Araya Rasdjarmrearnsook zeigte zahlreiche Einzelausstellungen in Thailand und war an etlichen Gruppenausstellungen in Thailand beteiligt.

### Einzelausstellungen
- 2015: SculptureCenter (Kuratorin: Ruba Katrib), Long Island[8]

### Gruppenausstellungen
- 1995: 1.Johannesburg Biennale, Johannesburg
- 2003: 8. Istanbul Biennale, Istanbul
- 2004: Carnegie International, Pittsburgh
- 2005: 51. Biennale di Venezia, Venedig
- 2006: Gwangju Biennale, Gwangju
- 2010: 17. Biennale of Sydney, Sydney
- 2012: dOCUMENTA (13), Kassel

## Auszeichnungen
Araya Rasdjarmrearnsook erhielt mehrere thailändische Kunstpreise und war in Deutschland von 1993 bis 1994 Stipendiatin der Konrad-Adenauer-Stiftung und von 1988 bis 1990 Stipendiatin des Deutschen Akademischen Austauschdiensts (DAAD).